# Gerardo Díaz Ferrán
Gerardo Díaz Ferrán (Madrid, 27 de desembre de 1942) és un empresari espanyol, amb tres anys d'enginyeria industrial. És el president de la Confederació Empresarial Independent de Madrid (CEIM) i propietari del grup Marsans. Ha estat el president de la CEOE.

## Corrupció
El 3 de desembre de 2012 fou detingut a Madrid pels delictes d'alçament de béns i blanqueig de capitals, al marc d'una operació policial anomenada Operació Creuer.
El 5 de desembre de 2012 declara davant el jutge d'instrucció de l'Audiència Nacional, el magistrat Eloy Velasco, el qual li imposa presó eludible amb fiança de 30 milions d'euros. El 6 de desembre ingressà a la presó madrilenya de Soto del Real.
El 17 de desembre de 2013 és condemnat per delicte contra la Hisenda pública a dos anys i dos mesos de presó.